# Johann Ludwig Christoph von Creilsheim
Johann Ludwig Christoph von Creilsheim (* 25. August 1767 auf Fröhstockheim; † 1. Juli 1821 in Havelberg) war ein preußischer Generalmajor.

## Leben

### Herkunft
Er war der Sohn von Karl Friedrich Julius von Creilsheim (* 26. April 1727; † 8. Mai 1786) und dessen Ehefrau Sophie Christina, geborene Löppert. Sein Vater war Herr auf Fröhstockheim.

### Militärlaufbahn
Im Jahr 1783 kam Creilsheim auf die Militärschule in Königsberg und wurde am 6. September 1785 auf Befehl des Königs als Junker im Infanterieregiment „Jung-Rothkirch“ der Preußischen Armee angestellt. Dort avancierte er am 24. Mai 1787 zum Fähnrich und am 31. Oktober 1789 zum Sekondeleutnant. 1794/95 kämpfte Creilsheim im Feldzug in Polen in den Gefechten bei Spoins und Wilkowisk. Im Jahr 1790 wurde er Bataillons- und 1798 Regimentsadjutant. Am 19. April 1800 wurde er zum Premierleutnant befördert. Am 3. Oktober 1805 kam er als Generaladjutant zum General von Schoening. Im Vierten Koalitionskrieg kämpfte Creilsheim in der Schlacht bei Preußisch Eylau sowie den Gefechten bei Mlawa, Gollau und Königsberg.
Am 20. Januar 1807 wurde er Stabshauptmann und am 4. Juli 1809 Kapitän sowie Kompaniechef im 2. Ostpreußischen Infanterie-Regiment. Am 28. März 1811 wurde er zum Major im 1. Pommerischen Infanterie-Regiment ernannt und am 6. Oktober 1811 wurde er Kommandeur des I. Bataillons. Während der Befreiungskriege kämpft Creilsheim bei den Belagerungen von Torgau und Magdeburg sowie bei Gefechten bei Magdeburg, Vehlitz, (Möckern), Hoyerswerda und auch den Schlachten bei Großbeeren und Dennewitz. Er erhielt für Magdeburg den Russischen Orden der Heiligen Anna, für Möckern den Sankt-Stanislaus-Orden II. Klasse, für Velitz am 3. Juni 1813 das Eiserne Kreuz II. Klasse. In der Zeit wurde er am 1. Juli 1813 Kommandeur des neuerrichteten 3. Reserve-Infanterie-Regiments. Am 21. Oktober 1813 erhielt er zudem das Eiserne Kreuz I. Klasse und wurde am 8. Dezember 1813 Oberstleutnant sowie am 30. März 1814 mit Patent vom 13. April 1814 Oberst. Am 16. Dezember 1814 bekam Creilsheim die Erlaubnis zum Tragen des Schwertordens. Zunächst kam er am 23. Mai 1815 à la suite des 15. Infanterie-Regiments als Brigadekommandeur in das VI. Armeekorps, aber schon am 3. Oktober 1815 wurde er als Kommandant in die Festung Küstrin versetzt. Am 21. September 1816 wurde Creilsheim als Inspekteur der Landwehr für den Regierungsbezirk Aachen berufen. Dann am 11. Oktober 1817 wurde er zum Brigadekommandeur der Infanterie der Truppenbrigade in Koblenz ernannt. Am 9. September 1818 wurde er zum Generalmajor befördert und Kommandeur der 16. Infanterie-Brigade. Am 13. Oktober 1819 schied er aus und wurde zur Allerhöchsten Disposition mit einem Gehalt von 2000 Talern gestellt. Creilsheim starb unverheiratet am 1. Juli 1821 in Havelberg.
Im Jahr 1818 schrieb der Generalmajor von Ryssel in seiner Beurteilung: „Hat praktische Dienstkentnisse, handelt mit Entschlossenheit, sucht zur Ausbildung der seinem Kommando untergebenen Infanterie eifrig mitzuwirken und zeigt oft in seinen Instruktionen und Meinungen sehr gute Ansichten. An Eigenheiten gewöhnt, ist zuweilen sein Benehmen etwas rauh und weder dem Zeitpunkt noch den Verhältnissen der hiesigen Provinz ganz angemessen, jedoch verdient er wegen seines biederen Charakters alle Achtung“.